# (3031) Houston
(3031) Houston es un asteroide perteneciente al cinturón de asteroides, descubierto el 8 de febrero de 1984 por Edward Bowell desde la Estación Anderson Mesa (condado de Coconino, cerca de Flagstaff, Arizona, Estados Unidos).

## Designación y nombre
Designado provisionalmente como 1984 CX. Fue nombrado Houston en honor al astrónomo estadounidense aficionado Walter Scott Houston.